# Paul van Verdun

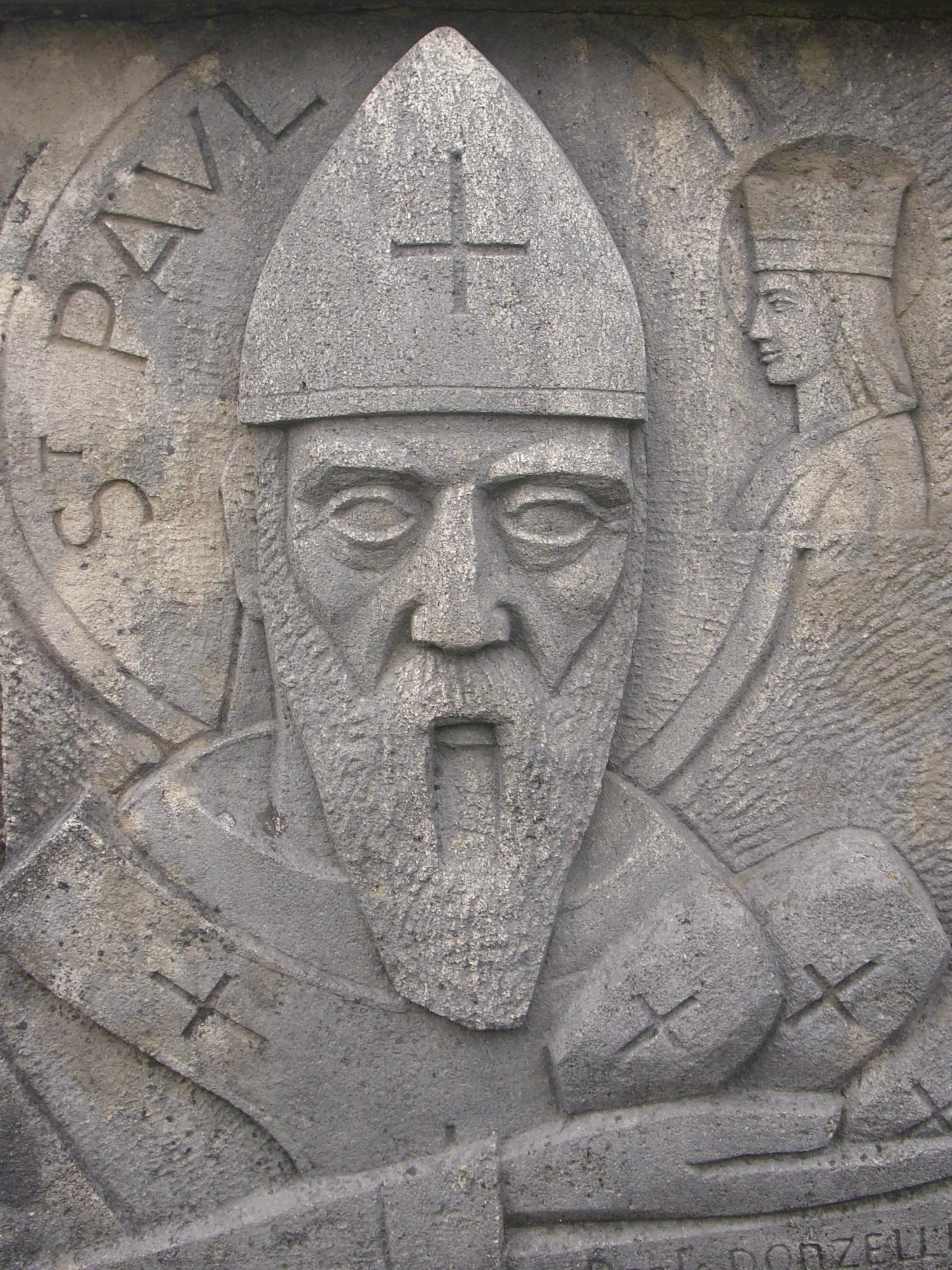
Paul deelde broodjes uit

Paul van Verdun (ergens in Austrasië 576 - Verdun 649) was een monnik in de benedictijnenabdij van Tholey in Saarland. Volgens de legende bakte hij in de kloosterkeuken broden in een niet zo'n warme oven en deze broden bakten normaal. Paul kreeg faam door zijn vroomheid en nog andere wonderen zijn aan hem toegeschreven wanneer hij broden uitdeelde aan bezoekers van de abdij.
Op een dag zocht koning Chlotharius II van Austrasië een nieuwe bisschop voor Verdun. Omwille van de verhalen rond deze monnik in Tholey kwamen soldaten van de koning monnik Paul ophalen voor de bisschopszetel. Hoewel Paul aarzelde om een leven buiten de kloostermuren te hebben, ging hij toch mee en werd bisschop van Verdun. Later werd bisschop Paul als heilige vereerd in zijn bisdom. De abdij gesticht in 973 buiten de stad Verdun werd naar hem genoemd: abdij Sint-Paul van Verdun.
Eeuwenlang werd in Verdun op 8 februari de traditie van bisschop Paul van Verdun herhaald: broden werd op straat uitgedeeld. Paul van Verdun bleef er de patroonheilige van de bakkers van de stad.
- Gemeinsame Normdatei: 102518998
- International Standard Name Identifier: 0000 0000 0709 1049
- Virtual International Authority File: 24992834